# スカイエマ
スカイエマは、東京都出身のイラストレーターである。児童書、一般書などの装画・挿絵を中心として手掛ける。

## 略歴
東京都出身。千葉大学看護学部卒業。2015年度（第46回）講談社出版文化賞さしえ賞受賞。

## 主なイラスト
- 『幻狼神異記』シリーズ（2006年12月 - 2007年2月）
- 『マキの廃墟伝説』（2008年6月）
- 『ひかる!』シリーズ（2008年8月 - 2009年5月）
- 『魔女は甦る』（2011年5月）
- 『はぶらし』（2012年9月）
- 『今からあなたを脅迫します』シリーズ（2016年4月 - ）
- 『キネマ探偵カレイドミステリー』シリーズ（2017年2月 - ）
- 『ダンシング・プリズナー』（2020年12月）
- テレビアニメ『平穏世代の韋駄天達』コンセプトアート（2021年7月 - ）

## 作品集
- 『イラストレーション別冊 スカイエマ』（2014年8月）
- 『スカイエマ作品集』（2017年9月）